# Clem (Oregon)
Clem az Amerikai Egyesült Államok északnyugati részén, Oregon állam Gilliam megyéjében, a Union Pacific Railroad egykori condoni szárnyvonalán, az Oregon Route 19 mentén elhelyezkedő önkormányzat nélküli település.
A posta 1884 novembere és 1937 áprilisa között működött.

## Fordítás
- Ez a szócikk részben vagy egészben  a   Clem, Oregon című angol Wikipédia-szócikk ezen változatának fordításán alapul.  Az eredeti cikk szerkesztőit annak laptörténete sorolja fel. Ez a jelzés csupán a megfogalmazás eredetét és a szerzői jogokat jelzi, nem szolgál a cikkben szereplő információk forrásmegjelöléseként.